# Zygopetalum
Zygopetalum é um género botânico pertencente à família das orquídeas (Orchidaceae). Foi proposto por Hooker em 1827, publicado em Botanical Magazine 54: pl. 2748, designando o Zygopetalum mackaii Hooker  a espécie tipo, hoje considerada sinônimo do Zygopetalum maculatum (Kunth) Garay, já descrito em 1816, como Dendrobium maculatum Kunth. O nome do gênero vem do grega zygon, par e petalon, no caso pétalas, em referência às suas flores conterem apenas duas pétalas iguais, fato compartilhado por todas as orquídeas. Outra interpretação seria considerada a partir de outro significado de "zygon", que também significa jugo, referindo-se então à fusão dos elementos na base do labelo criando uma saliência característica.

## Distribuição
Este gênero agrupa cerca de quinze plantas terrestres, ocasionalmente epífitas ou rupícolas, em regra de crescimento cespitoso, porém há algumas espécies de crescimento escandente ou reptante. Existem desde o Peru e Bolívia até o Paraguai e nordeste da Argentina, sendo que o Brasil, onde todas as espécies se fazem presentes, pode ser considerado seu centro de dispersão. Comuns nas regiões sul, sudeste e centro oeste, são encontrados em locais saturados de umidade, em meio ao capim, sobre diversas espécies de samambaias, em frestas de rochas onde acumulam-se detritos vegetais e mesmo eventualmente sobre troncos de árvores. Ocorrem em regiões de baixa e média altitudes.

## Descrição
Algumas espécies plantas bastante robustas. Possuem rizomas longos com pseudobulbos espaçados, outras tem rizomas bastante curtos e há ainda uma que cresce monopodialmente e neste caso apresenta caule alongado às vezes ramoso, com folhas dísticas, sem pseudobulbos aparentes.
Os pseudobulbos normalmente são ovóides ou de secção redonda, grandes ou pequenos. A maioria das espécies apresenta folhas que vagamente se parecem com capim, verde claras, multinervuradas longitudinalmente, lustrosas, alongadas, apicais, oblongas ou elíticas-lanceoladas, pouco espessas, herbáceas.
A inflorescência é racemosa, normalmente longa e ereta, mais longa que as folhas, ocasionalmente horizontal, brota da base do pseudobulbo apresentando de quatro a quinze flores médias ou grandes. Estas costumam ser vistosas, possuem um aspecto ceroso ou aveludado e são muito duráveis, suavemente perfumadas em algumas espécies. Com pétalas esverdeadas, pouco ou intensamente maculadas de marrom e labelo branco, ou lilás, quase sempre estriado de roxo azulado, inteiro, comum pubescente, pouco ou muito trilobado mas sempre com lobo mediano muito maior, quase plano ou algo conchado, e um calo transversal alto e variável, frequentemente e nervurado ou bilobulado, próximo à base da coluna. A coluna é curta e grossa, sem apêndices, tem pé, e contém quatro polínias cerosas.

## Lista de espécies
- Zygopetalum brachypetalum Lindl.
- Zygopetalum crinitum (Brasil).
- Zygopetalum ghillanyi (Brasil).
- Zygopetalum graminifolium (Brasil).
- Zygopetalum maculatum  (do Peru ao L. do Brasil).
- Zygopetalum maxillare (do Brasil ao NE. da Argentina)
- Zygopetalum microphytum (SE. do Brasil).
- Zygopetalum pabstii (Brasil).
- Zygopetalum pedicellatum  (SE. do Brasil).
- Zygopetalum reginae (Brasil)
- Zygopetalum sellowii (SE. Brazil).
- Zygopetalum silvanum (Brasil - Bahia).
- Zygopetalum sincoranum (Brasil - Bahia).
- Zygopetalum triste  (Brasil)